# Associazione bancaria italiana
L'Associazione bancaria italiana (ABI) (dal 1926 al 1943  "Confederazione generale bancaria fascista") è un'associazione di settore, volontaria e senza finalità di lucro, del mondo bancario italiano: rappresentandone e cercando di tutelarne gli interessi, ma senza alcun potere esecutivo e decisionale nei confronti di alcuna banca. 
Seppur associate, le banche rimangono indipendenti e autonome rispetto all'ABI, che oltretutto è completamente differente e slegata dalla Banca d'Italia (al contrario di ABI, esercita attività di vigilanza sulle banche). Fra le attività principali di ABI ci sono: organizzazione di studi e dibattiti sui temi bancari, attività di informazione e assistenza tecnica nei confronti delle banche associate, organizzare convegni per gli associati. 
Si avvale anche di una sua società chiamata ABIServizi, governata e gestita interamente da ABI: il lavoro di ABIServizi è esclusivamente l'esercizio di attività editoriali, tipografiche e di distribuzione (con esclusione della diffusione di quotidiani) di pubblicazioni, stampati, software, supporti magnetici ed elettronici, anche attraverso la vendita per corrispondenza. Inoltre ABIServizi presta servizio per l'organizzazione di convegni e seminari.
Ha la sua sede principale a Roma a Palazzo Altieri in piazza del Gesù n.49. E sedi a Milano, in via Locatelli n.1 e Bruxelles, in Avenue Marnix, 30. 

## Storia
L'Associazione bancaria italiana nacque a Milano il 13 aprile 1919. Il primo presidente fu, fino al 1926, il banchiere Luigi Della Torre, gerente della casa bancaria milanese Zaccaria Pisa. La nascita va collocata nel quadro dello sviluppo dell'associazionismo economico in generale e non soltanto creditizio che si verifica nel Paese tra la fine dell'Ottocento e i primi decenni del Novecento. Nel 1926, in seguito al sorgere dell'ordinamento corporativo, si costituisce la Confederazione generale bancaria fascista. Nel 1945, al termine del secondo conflitto mondiale, l'ABI si ricostituisce.
Con gli anni, la caratteristica di rappresentanza di sistema si è andata rafforzando, allargandosi all'intero mondo finanziario. Intanto il sistema bancario si è profondamente trasformato. Negli anni novanta, la legge Amato e la privatizzazione, la seconda direttiva di coordinamento bancario con la banca universale, il Testo unico della finanza e il Testo unico bancario cambiano il quadro delle regole. Di qui la trasformazione in un sistema di banche per lo più private e quotate, con un forte interesse all'apertura all'Europa e all'euro. In questo nuovo scenario all'ABI viene confermata la rappresentanza di tutti gli operatori bancari e finanziari.
A partire dal 1997, l'ABI assume anche la rappresentanza sindacale diretta delle aziende del settore. Le viene anche riconosciuta la competenza a definire le linee unitarie relative ai rapporti di lavoro, alle politiche dell'occupazione, ai rapporti con le organizzazioni sindacali dei lavoratori di tutto il sistema, tranne che i contratti collettivi di lavoro stipulati dalla Federazione italiana delle banche di credito cooperativo.
Nel febbraio 2012, in seguito all'approvazione in Senato del decreto sulle liberalizzazioni del governo Monti, il comitato di presidenza, guidato da Giuseppe Mussari, si è dimesso per protesta. L'oggetto del contendere è stata l'imposizione dell'azzeramento delle commissioni in base al reddito del cliente.
Dal 2010 è stata presieduta da Giuseppe Mussari, riconfermato nel 2012 e dimessosi il 22 gennaio 2013 a seguito dello scandalo Monte dei Paschi di Siena, di cui era stato presidente.

Dal 31 gennaio 2013 è presieduta da Antonio Patuelli, presidente della Cassa di Risparmio di Ravenna.

## Caratteristiche
L'Associazione raggruppa quindi tutti gli operatori bancari e finanziari italiani. L'ABI rappresenta inoltre il sistema creditizio e finanziario italiano in tutte le sedi internazionali, tra cui la Federazione bancaria europea e la Federazione ipotecaria europea.
Essa costituisce la voce di tutte le banche, piccole, medie e grandi, pur senza potere decisionale nei confronti di esse. È anche l'espressione della finanza, delle società di leasing e factoring, delle fiduciarie, delle società di intermediazione mobiliare (SIM) e di quelle di gestione del risparmio (SGR).

### Funzioni
Da statuto, l'ABI promuove "iniziative per la crescita ordinata, stabile ed efficiente del sistema bancario e finanziario, in un'ottica concorrenziale coerente con la normativa nazionale e dell'Unione europea".
L'associazione ha i seguenti obiettivi:
- collabora a livello nazionale ed internazionale alla soluzione di questioni che interessano il settore creditizio e finanziario e dei problemi di più generale interesse per il Paese;
- sollecita l'innovazione normativa;
- organizza studi e dibattiti;
- definisce linee unitarie riguardo ai rapporti di lavoro, compresa la stipulazione dei contratti collettivi;
- svolge attività di informazione, assistenza tecnica e consulenza;
- elabora codici di comportamento;
- promuove, nel rispetto dei principi della libera concorrenza, iniziative di collaborazione fra gli Associati.

## Cronologia dei presidenti
- Luigi Della Torre (1919-1926)
- Giuseppe Bianchini (1926-1933)
- Alessandro Parisi (-)
- Michele Pascolato (-1939)
- Alfredo Longo (1939-1940)
- Giambattista Ferrario (1940-)
- Mario d'Havet (-)
- Amedeo Gambino (-)
- Stefano Siglienti (1945-1971)
- Giuseppe Arcaini (1972-1977)
- Silvio Golzio (1978-1983)
- Giannino Parravicini (1984-1987)
- Piero Barucci (1987-1991)
- Tancredi Bianchi (1991-1998)
- Maurizio Sella (1998-2006)
- Corrado Faissola (2006-2010)
- Giuseppe Mussari (2010-2013)
- Antonio Patuelli (2013-in carica)